# Думик, Рене
Рене́ Думи́к (фр. René Doumic, 7 марта 1860, Париж — 2 декабря 1937, там же) — французский театрал, литературовед, критик. Профессор, историк литературы. Главный редактор журнала «Ревю де Дё Монд» (Revue des Deux Mondes), Член Французской Академии. Выступал против символистов.
Соученик Анри Бергсона.

## Основные даты
1907 год. Читает лекции в Сорбонне. Его лекции посещает Е. И. Дмитриева (Черубина де Габриак).
1909 год. Принят во Французскую Академию.
26 октября 1914 года. Состоялось ежегодное заседание пяти академий под председательством Поля Аппеля. Думик произнёс патриотическую речь.
1916 год. Возглавил издание журнала Revue des Deux Mondes.
Январь 1918 год. Принимает философа Анри Бергсона во Французскую Академию.
1923 год. Занял пост непременного секретаря Французской Академии.

## Избранные сочинения
- Doumic R. Les Romanesques // La Revue des Deux Mondes. — 1894. — Vol. 123. — P. 703. (статья о пьесе молодого Ростана «Les Romanesques» / «Романтики»).
- Doumic R. Le nouveau roman du comte Tolstoi // La Revue des Deux Mondes. — 1900, 15 febr. — P. 923—934. (статья о романе графа Толстого «Воскресение», в которой автор высказал свои соображения об общественных обязанностях человека).
- Doumic R. Saint-Simon. La France de Louis XIV. — Paris, 1920.